# زنای تصادفی با محارم
زنای تصادفی با محارم، فعالیت جنسی یا ازدواج بین افرادی است که از رابطه خانوادگی بین خود که محارم تلقی می‌شود بی اطلاع هستند.
قوانین بسیاری از حوزه‌های قضایی ازدواج با محارم را باطل می‌کند، حتی اگر بدون آگاهی از خویشاوندی منعقد شود. اگر مشکوک به رابطه محارم باشد، ممکن است از آزمایش ژنتیک استفاده شود. برخی از حوزه‌های قضایی اجازه دسترسی فرزندان اهدایی IVF به سوابق اهدایی یا سوابق فرزندخواندگی را می‌دهد.

## علل
افراد ممکن است در شرایطی از رابطه خویشاوندی بین خود بی اطلاع باشند. به عنوان مثال، لقاح مصنوعی با یک اسپرم اهدایی ناشناس ممکن است منجر به بی اطلاعی فرزندان از هر گونه روابط بیولوژیکی، مانند پدری یا خواهر و برادر ناتنی شود. برای کاهش احتمال زنا تصادفی با محارم، کلینیک‌های باروری معمولاً تعداد دفعات استفاده از اسپرم اهداکننده را محدود می‌کنند. برخی کشورها قوانینی دارند که تعداد فرزندانی را که یک اهداکننده می‌تواند داشته باشد، را محدود می‌کنند، در حالی که برخی دیگر، اهدای اسپرم را بر اساس تعداد خانواده‌ها محدود می‌کنند تا یک خانواده بتواند برادران و خواهران واقعی داشته باشد.
تایوان به کسانی که با روش‌های مصنوعی باردار شده‌اند این امکان را می‌دهد تا بفهمند که آیا با فردی که قصد ازدواج با آنها را دارند، نسبت دارند یا خیر.
زنا تصادفی با محارم، ممکن است در شرایط زیر نیز رخ دهد:
- بچه‌ها در بدو تولد از خانواده جدا شده باشند
- کودکان رها شده
- کاوش جنسی

کشش جنسی ژنتیکی یک توضیح شبه علمی است که برای مواردی از جاذبه جنسی و روابط بین بزرگسالانی که از روابط خونی نزدیک خود آگاه نیستند ارائه می‌شود. در واقع دو نفر با یک رابطه بیولوژیکی ممکن است بعد از بلوغ همدیگر را ببینند و از نظر جنسی مجذوب یکدیگر شوند که به آن جاذبه جنسی ژنتیکی یا کشش جنسی ژنتیکی می گویند.

## موارد قابل توجه
- در سال ۲۰۰۸، در حین بحث در مورد قانون باروری انسانی و زیست‌شناسی سلولی ۲۰۰۸ در مجلس اعیان بریتانیا، لرد آلتون از لیورپول ادعا کرد که یک برادر و خواهر بریتانیایی، که در زمان تولد از هم جدا شده بودند، بدون اطلاع از رابطهٔ خویش ازدواج کردند. طبق گفته لرد آلتون، رابطهٔ آنها به سرعت پس از عروسی کشف شد و ازدواج لغو شد. دربارهٔ اینکه آیا داستان واقعاً درست است یا خیر، سوالاتی مطرح شد،[۶][۷] زیرا لرد آلتون به دلیل اینکه این قانون اجازهٔ ایجاد و استفاده از سلول‌های بنیادی هیبرید انسان-حیوان را برای اهداف پزشکی می‌دهد، مخالفت می‌کرد.[۸]
- یک زوج نامزد در آفریقای جنوبی که پنج سال با هم بوده و منتظر فرزندی بودند، قبل از عروسی خود متوجه شدند که برادر و خواهر هستند. آنها جداگانه بزرگ شده و به عنوان بزرگسالان در دانشگاه با هم آشنا شدند. درست قبل از عروسی، والدینشان با یکدیگر ملاقات کردند و آنها متوجه شدند که خواهر و برادر هستند. زوج بعد از کشف این امر رابطه را قطع کردند.[۹]